# Щаново (Польша)

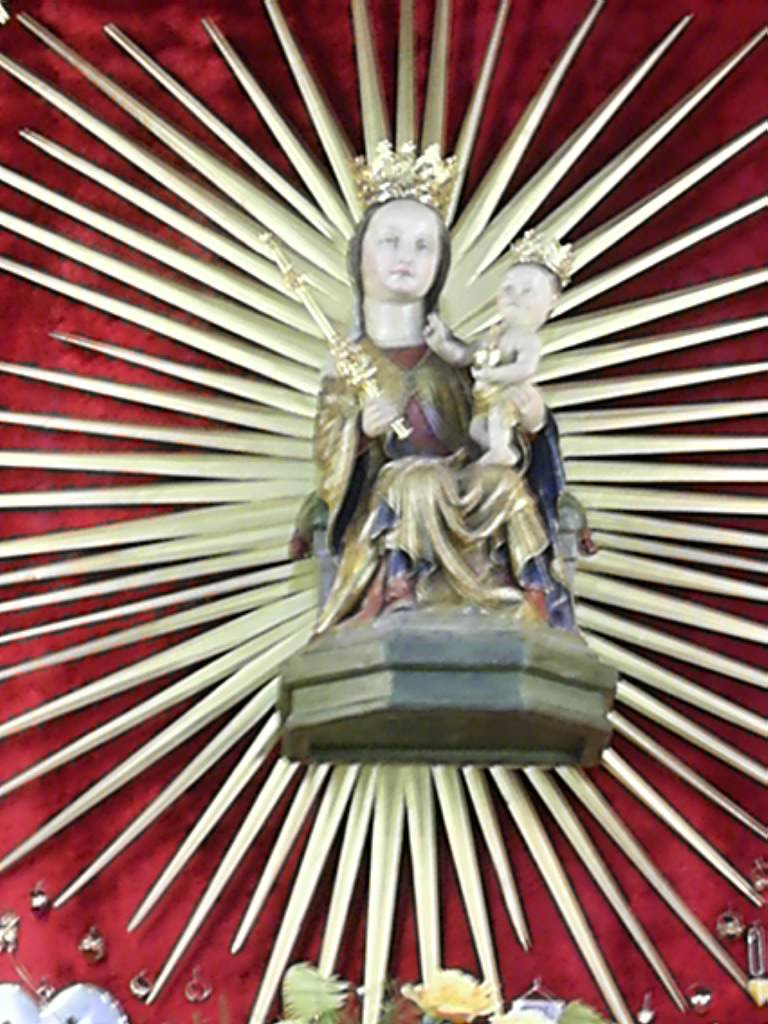
Щановская Божья Матерь

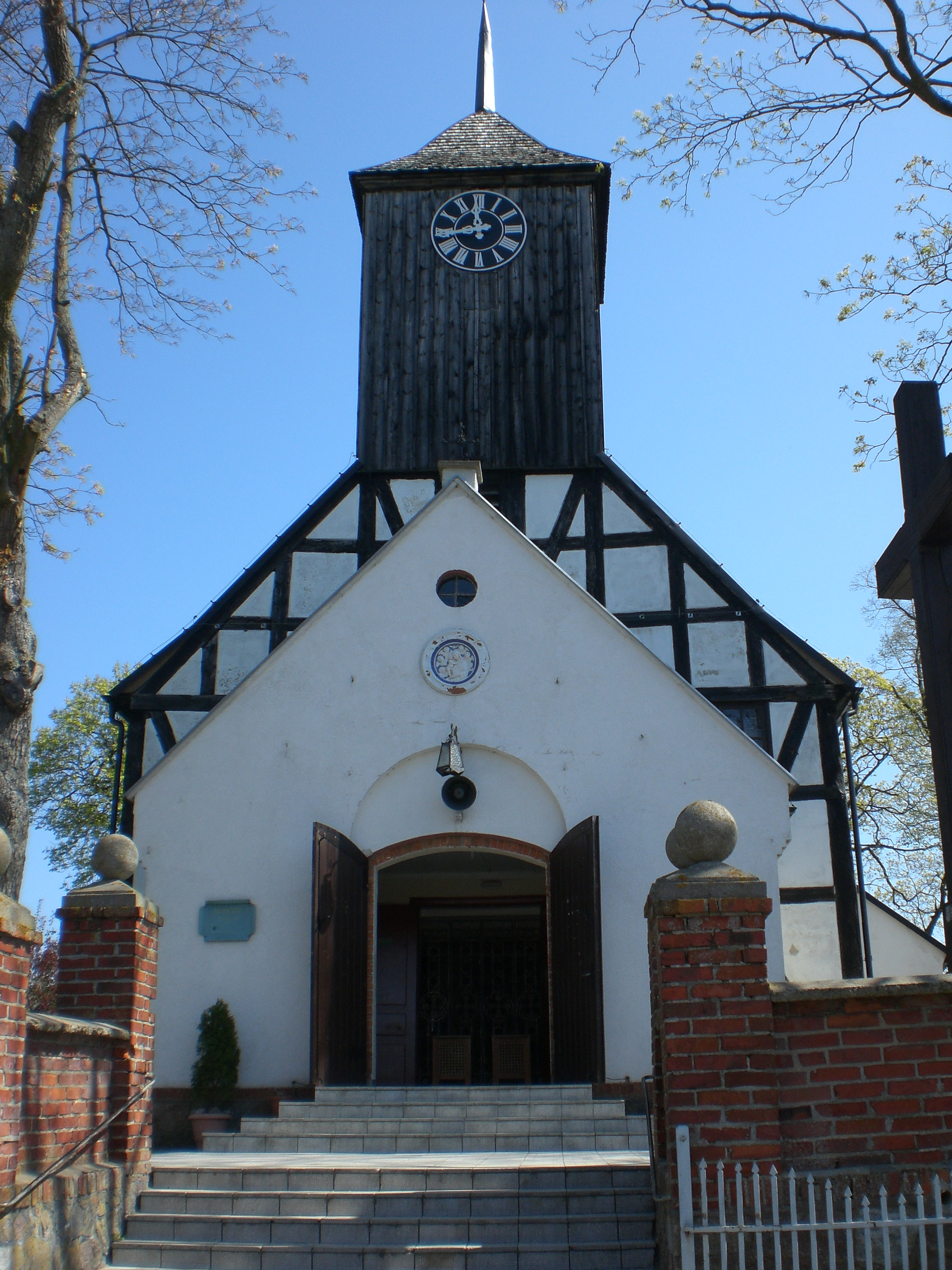
Церковь в Щаново

Щаново, (кашуб. Swiónowò, пол. Sianowo, нем. Schwanau) — деревня в гмине Картузы Поморского воеводства северной Польши. 

## История
Первое упоминание о Щанове — в 1348 году, а с 1466 по 1772 год он принадлежал административному округу Мираховски. Фундамент в виде правильного застроенного треугольника сохранился до наших дней.

## География
Находится приблизительно в 10 километрах к северо-западу от города Картузы и в 36 км к западу от Гданьска.

## Достопримечательности
Здесь есть древняя церковь. В ней находится великая святыня кашубского народа — статуя Божией Матери, которая именуется Щановская. Были случаи, когда солдаты Второй Мировой шли в бой, получив благословение от этой святыни, и успешно возвращались домой.

## Население
В 1570 году в селе проживало 15 человек. Около хутора проживало 8 человек, в церковном хозяйстве — 7 человек.
Население 349 человек.